# Jules Breton

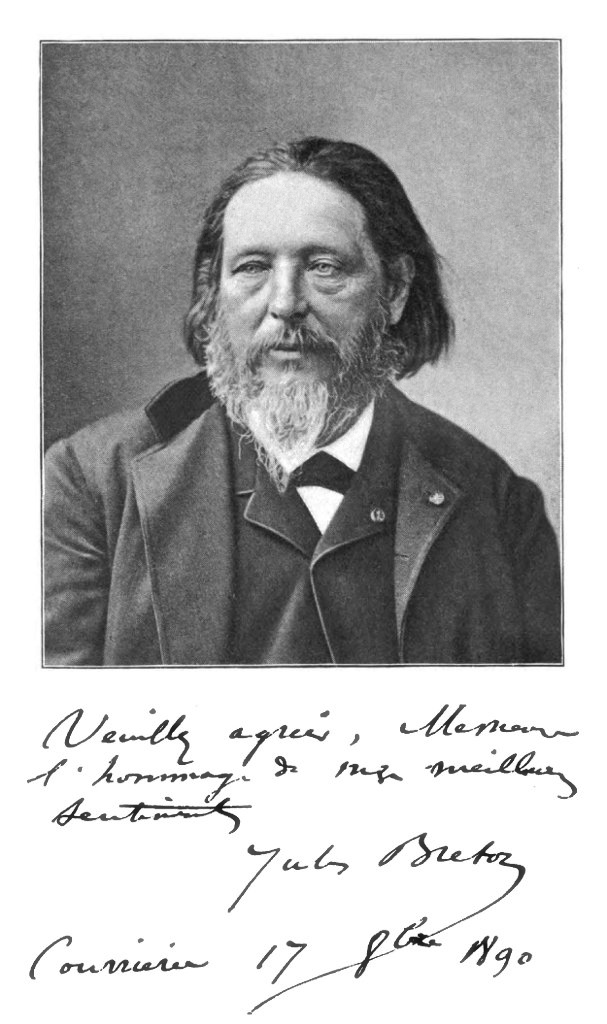
Portret van Jules Breton, 1890

Jules Adolphe Aimé Louis Breton (Courrières, 1 mei 1827 – Parijs, 5 juli 1906) was een Frans realistisch kunstschilder in de 19e eeuw.
Toen hij Félix De Vigne in 1842 ontmoette, was dit de start van zijn echte artistieke training. De Vigne, onder de indruk van het talent van Breton, overtuigde diens familie om de jonge Breton kunst te laten studeren. Breton kwam dan naar Gent in 1843 waar hij aan de Academie begon. In 1846 verhuisde Breton naar Antwerpen om te studeren onder Gustave Wappers. In 1847 ging hij naar Parijs om zich te vervolmaken aan de École des Beaux Arts. In 1858 trouwde hij met Élodie De Vigne, dochter van Félix De Vigne. Ze kregen een dochter, die ook schilder werd, Virginie Demont-Breton.
Breton was vooral een schilder van het Franse plattelandsleven. Zijn talent in het traditioneel realistisch schilderen maakt dat hij een van de belangrijkste proponenten hiervan is. Zij voornaamste werken kunnen ingedeeld worden in vier categorieën: het werk op het platteland, rusten op het platteland, plattelandsfestivals en religieuze festivals.
De exhibities gehouden doorheen de jaren 1870 tot 1890 vestigden voorgoed zijn reputatie en hij werd dermate populair als schilder dat Breton vaak kopieën van zijn eigen werk maakte.

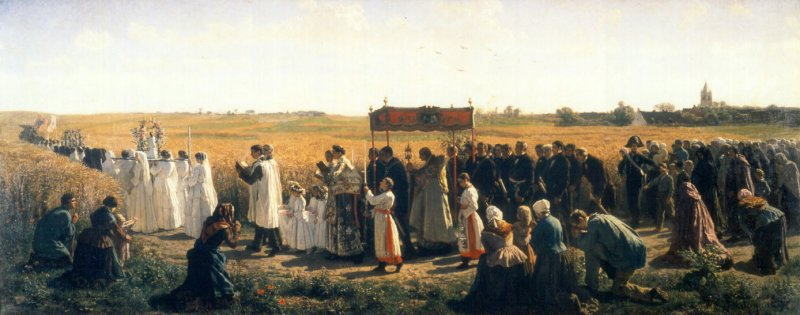
Processie met het Heilig Sacrament in Artesië, 1857 door Jules Breton

- Biblioteca Nacional de España: XX1212172
- Bibliothèque nationale de France: cb13003908j (data)
- Gemeinsame Normdatei: 118659995
- International Standard Name Identifier: 0000 0001 0870 8714
- KulturNav: 03e86013-f95f-4af8-91df-f501ae258548
- Library of Congress Control Number: n82118660
- Base Léonore: LH//360/55
- Nationale Bibliotheek van Tsjechië: mzk2011620599
- Nationale Bibliotheek van Israël: 987007271815305171
- Nationale Bibliotheek van Polen: a0000001050078
- Nederlandse Thesaurus van Auteursnamen: 071586180
- Réseau des bibliothèques de Suisse occidentale: 02-A003041917
- RKD-Nederlands Instituut voor Kunstgeschiedenis: 12424
- Istituto Centrale per il Catalogo Unico: TO0V696370
- SNAC: w6h998f4
- Système universitaire de documentation: 066514045
- Union List of Artist Names: 500008344
- Virtual International Authority File: 12439722
- WorldCat: E39PBJgXgjRfdwKbDwXM3TC84q